# Laura Nurmsalu
Laura Nurmsalu, född 1 juni 1994, är en estnisk bågskytt. Hon deltog vid olympiska sommarspelen 2016.